# Teeffelen
Teeffelen (Brabants: Teffele) is een dorp in de Nederlandse provincie Noord-Brabant. Het dorp behoort tegenwoordig tot de gemeente Oss. Eerder hoorde het bij de inmiddels opgeheven gemeente Lith.
Teeffelen komt van effa=water en lo=dorp waarvoor Te is gezet. Het ligt als enige kleine kern van de voormalige gemeente Lith niet aan de Maas. Vroeger lag het dicht bij de Maas, maar door de Maasverbeteringswerkzaamheden in de jaren 30 van de 20e eeuw werd de meander afgesneden en kwam de Alphense Waard, die voorheen aan de Gelderse oever lag, nu op de Brabantse oever te liggen.

## Geschiedenis
Teeffelen heeft een zeer oude bewoningsgeschiedenis. Op diverse percelen zijn hier inheemse en Romeinse archeologische vondsten gedaan, daterend vanaf 700 v. Chr.
Teeffelen behoorde in de middeleeuwen bij het Graafschap Megen. Dat maakte (de facto) geen deel uit van de Meierij van 's-Hertogenbosch. De (katholieke) graaf van Megen oefende het opperste gezag over het graafschap uit en, in tegenstelling tot de Meierij en het Ambt van Maas en Waal, kon de katholieke godsdienst hier ook tijdens de Republiek der Nederlanden vrijelijk beoefend worden.
Hoewel kerkelijk aanvankelijk tot de parochie Oijen behorend, was er in de 15e eeuw al sprake van een kapel, gewijd aan de Heilige Antonius. Deze werd na de Sint-Elisabethsvloed van 1421 in gebruik genomen als parochiekerk, gewijd aan de Heilige Benedictus. Door de vloed werd het klooster voor adellijke dames een prooi van het water. De zusters verlieten het klooster en in plaats van de verwoeste kerk werd de Sint-Antoniuskapel als parochiekerk in gebruik genomen. Deze Sint-Benedictuskerk werd van 1657-1661 vernieuwd en vergroot, mede omdat ze toen ook als grenskerk werd gebruikt door de bewoners van Oijen, dat tot Gelre behoorde en sinds 1609 geen godsdienstvrijheid kende.

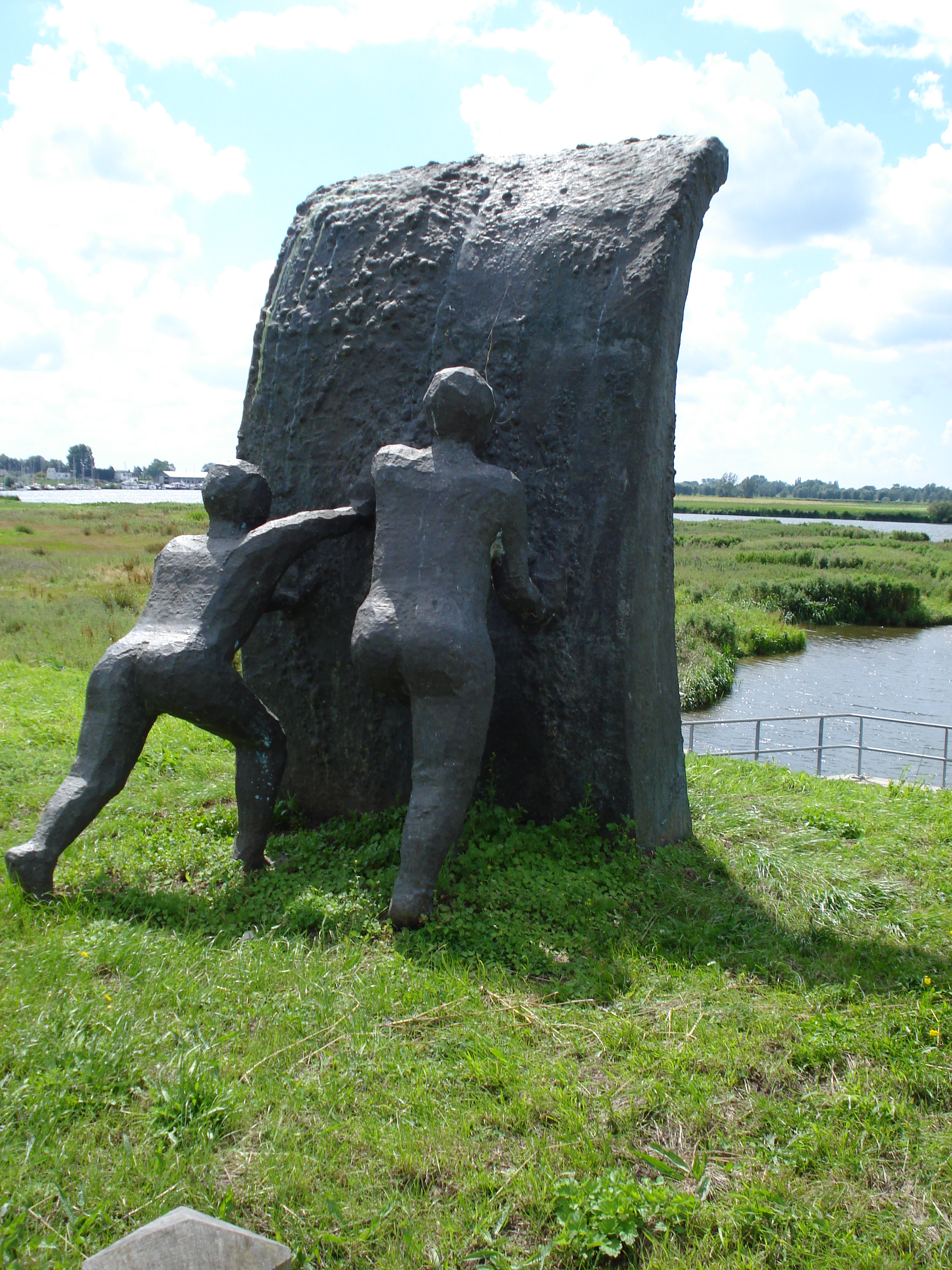
Monument voor het water, de meedogenloze vriend

Omstreeks 1550 had Teeffelen al een eigen schooltje, en in 1721 kwam er een nieuw schoolgebouw waar ook leerlingen uit de Meierij van 's-Hertogenbosch heen gingen, aangezien in het Graafschap Megen de mogelijkheid werd geboden om katholiek onderwijs te volgen. Vooral toen Henricus van Geffen aantrad als pastoor van Teeffelen beleefde dit schooltje een goede tijd. Hij was namelijk conrector geweest van de Latijnse School te Gemert. Van 1696-1726 voorzag hij te Teeffelen in een soort gymnasiumopleiding. In 1885 werd het schooltje opgeheven omdat de schoolmeester naar Lithoijen verhuisde en zijn leerlingen meenam.
In 1810 werden de dorpen Oijen en Teeffelen samengevoegd tot de gemeente Oijen en Teeffelen, die in 1939 bij de gemeente Lith werd gevoegd. In 2011 werd de gemeente Lith opgeheven en aan Oss toegevoegd.
Aan de Maaskant hebben door de eeuwen heen overigens veel dijkdoorbraken plaatsgevonden. Bovendien werd het achtergelegen poldergebied regelmatig door de Beerse Overlaat overstroomd. De polder die ten noorden aan Teeffelen was gelegen, was de polder van Teeffelen, dat bijna een eeuw een eigen waterschap vormde.

## Bezienswaardigheden

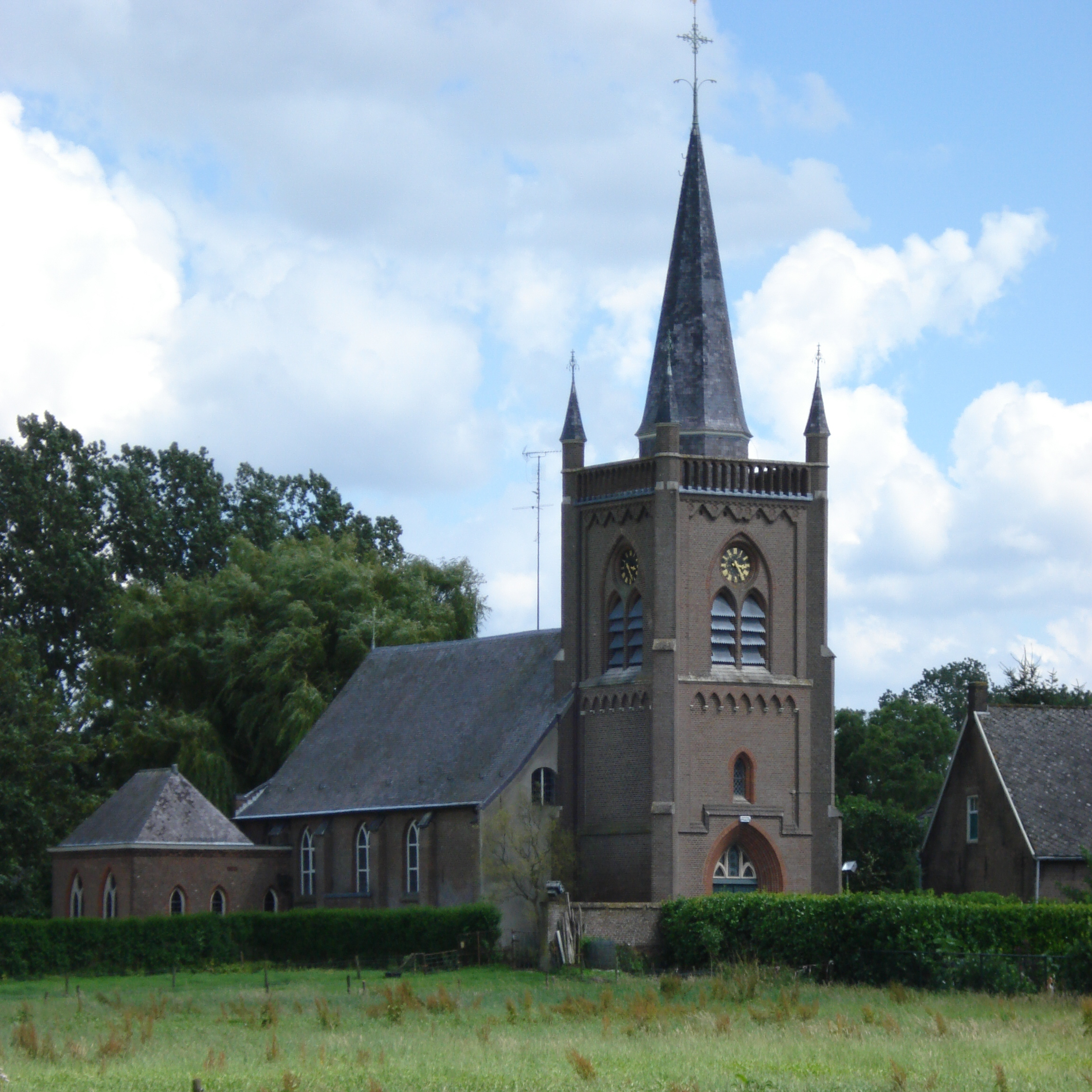
Sint-Benedictuskerk

- De Sint-Benedictuskerk stamt in zijn huidige vorm uit 1657 en is in gotiserende trant opgetrokken. De toren en de zuidmuur zijn later in neogotische stijl ommanteld en slechts aan de noordzijde is de oorspronkelijke stijl zichtbaar. In de kerk bevindt zich een koperen doopvont uit 1621 en een mogelijk 18e-eeuws orgel op een houten galerij. Daarnaast zijn er tal van heiligenbeelden zoals een Anna te Drieën uit de 15e eeuw, Antonius Abt met varken uit de 16e eeuw en beelden in barokstijl van de heiligen Barbara, Cecilia en Apollonia uit omstreeks 1600. Ook is er een fragment van een vroeg-16e-eeuwse koorbank, een vaasvormig offerblok en twee 18e-eeuwse schilderijen, en een sarcofaag uit de 11e of 12e eeuw.
- Hardstenen grenspaal aan de Maasdijk nabij de buurtschap Driehuizen uit 1880. Deze paal gaf de grens aan tussen de waterschappen Het Hoog Hemaal en de Polder van Oijen. Deze verving een ouder exemplaar dat bij de dijkdoorbraak van 4 januari 1880 verloren ging.

## Natuur en landschap

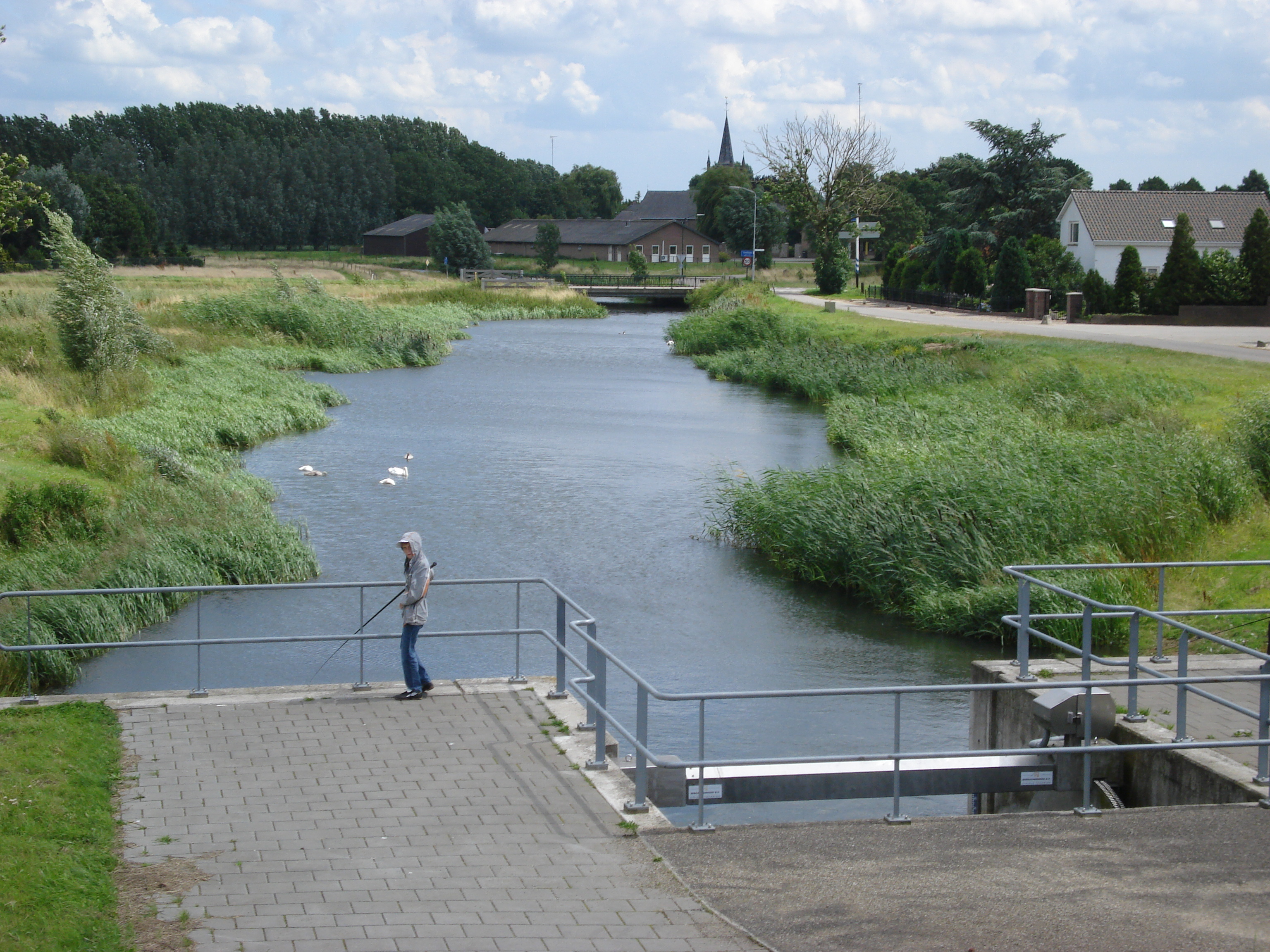
Teeffelense Wetering

Teeffelen ligt nabij een vroegere Maasmeander die nu slechts nog aan één zijde met de Maas verborgen is en waarin zich een jachthaven bevindt. Hierin watert de Teeffelense Wetering uit via de Teeffelense Sluis. Deze Wetering staat in verbinding met de Hertogswetering. De Maasdijk, die hier Lithoijense Dijk heet, heeft buitendijks de Hemelrijkse Waard en binnen de meander de Alphense Waard, samen een gebied van 230 ha en natuurontwikkelingsgebied. De omgeving van Teeffelen is een laaggelegen en vrijwel boomloos rivierkleigebied, voorheen de Traverse van de Beerse Overlaat.

## Nabijgelegen kernen
| Nabijgelegen kernen | Nabijgelegen kernen | Nabijgelegen kernen | Nabijgelegen kernen | Nabijgelegen kernen |
| ------------------- | ------------------- | ------------------- | ------------------- | ------------------- |
|                     |                     | Oijen               |                     |                     |
|                     |                     |                     |                     |                     |
| Lithoijen           | Macharen            |                     |                     |                     |
|                     |                     |                     |                     |                     |
|                     |                     |                     |                     | Oss                 |